# Os Humores Artificiais
Os Humores Artificiais é uma curta-metragem de comédia e ficção científica portuguesa de 2016, realizada, escrita e produzida por Gabriel Abrantes. O filme é protagonizado pelo robô Andy Coughman (voz de Margarida Lucas e Patricia Soso) que, ao desenvolver um sentido de humor, se apaixona pela adolescente indígena Jo (interpretada por Amanda Rodarte).
A obra estreou na Bienal Internacional de Arte de São Paulo a 7 de setembro de 2016. Os Humores Artificiais foi distribuído comercialmente em Portugal, integrado na antologia Quatro Contos de Gabriel Abrantes, tendo estreado nas salas de cinema a 29 de outubro de 2020.

## Sinopse
Entre o grupo Yawalapiti na Bacia do Amazonas, Claude Laroque e uma jovem indígena de 16 anos, chamada Jo, testam metodologias de transmitir emoções a robôs. Juntas, ensinam ao robô Andy Coughman linguagem, pensamento conceptual e um guia para identificar uma variedade de estados emocionais humanos. O programa de inteligência artificial de Coughman reconhece a vantagem de transmitir boa educação, ao fingir compreender quando na realidade não está a entender algo.
Ao tentar criar laços com a população indígena, Coughman assimila a natureza do humor e apaixona-se por Jo. Este amor é correspondido. Inicia-se uma jornada na qual a indígena se une ao robô enquanto este se torna um emergente comediante de stand-up e conquista a fama na indústria cultural de massa brasileira. O poder do amor de Coughman e Jo supera cada reinicialização do software.

## Elenco
- Margarida Lucas e Patricia Soso, como Andy Coughman (voz);[9]
- Amanda Rodarte, como Jo Yawalapiti;
- Gilda Nomacce, como Claude Laroque;
- Ivo Müller, como Hans;
- Jeann Segundo, como Apresentador do "Papo Furado";
- Mateus Rolim Rodrigues, como Criança do Youtube;
- Rafaela Rocha, como Rafaela.

## Equipa técnica
- Realização: Gabriel Abrantes.
- Argumento: Gabriel Abrantes.[10]
- Direção de fotografia: Jorge Quintela.
- Montagem: Margarida Lucas.
- Guarda-roupa: Gabriella Marra.
- Caracterização: Roger Ferrari.
- Som: Marcel Costa.
- Mistura de som: Carlos Abreu.
- Música: Aamourocean e Ulysse Klotz.
- Direção de arte: Dayse Barreto, Diogo Hayashi e Tatiane Takahashi.
- Direção de produção: Gabriel Abrantes.
- Criação gráfica: IrmaLucia.

## Produção

### Desenvolvimento
Os Humores Artificiais foi comissionado pela 32ª Bienal de São Paulo e desenvolvido em paralelo com a pré-produção da primeira longa-metragem de Gabriel Abrantes (Diamantino), para a qual o realizador estava a estudar comédias românticas clássicas de Preston Sturges ou Howard Hawks. Para além desta influência, os avanços científicos nas áreas da robótica e cibernética serviram de inspiração ao autor para o argumento da curta-metragem: "Estou muito interessado nos mais recentes desenvolvimentos no campo da inteligência artificial, e este filme partiu desse interesse". Para o argumento de Os Humores Artificiais, o realizador procurou unir estas duas influências, de modo a "tentar indagar se a comédia poderia ser a última fronteira, e se a poderia conciliar com a inteligência artificial".
O projeto foi desenvolvido pela produtora Hermaphrodite Films, com o apoio financeiro da Fundação de Serralves (Portugal), Bienal de São Paulo (Brasil), Colección Inelcom (Espanha) e Instituto do Cinema e do Audiovisual (Portugal).

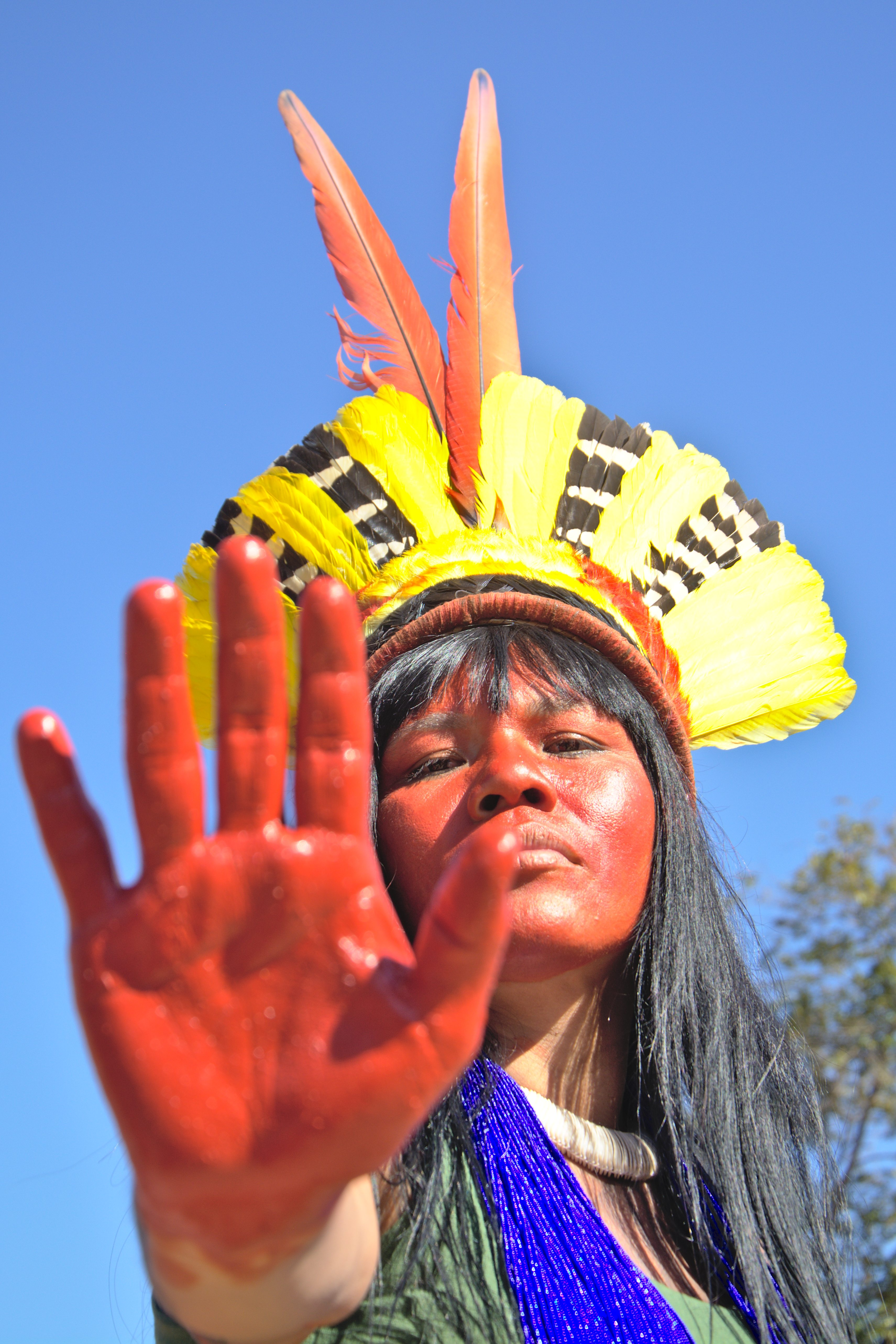
Os Humores Artificiais foi rodado na aldeia e com membros da tribo indígena Yawalapiti.

### Rodagem
A curta-metragem foi filmada em película 16mm, no Estado do Mato Grosso: em Canarana e no Parque Indígena do Xingu (nas aldeias Yawalapiti e Kamayura), bem como em São Paulo.

### Pós-produção
A empresa especializada em VFX IrmaLucia colaborou nos efeitos especiais do filme. Esta é uma componente que o realizador considerou essencial: "Procuro fazer filmes que misturam um lado fantástico com temas atuais da nossa realidade contemporânea, e os efeitos especiais facilitam essa mistura".

## Temas e estética
A abordagem da sátira está na vanguarda do trabalho de Gabriel Abrantes e é uma das componentes transversais dos seus filmes. Particularmente em Os Humores Artificiais, o cineasta aborda o sentido de humor como componente central nas relações humanas, método de controlo social, e uma das mais complexas formas de comunicação. A obra ironiza acerca de como emoções e vocabulário podem ser resultado de gestos codificados e transmitidos através de media social.
A curta-metragem mistura estéticas típicas de Hollywood com as do registo documental e da telenovela, permitindo criar várias camadas de leitura invulgares. Para além desta comunhão de estilos, o argumento alterna as narrativas tradicionais com elementos absurdos e de folclore, resultando em diálogos e situações inesperadas, como quando o robô Coughman exclama à humana Jo "Vamos começar uma família".
Para além dos temas de humor da premissa, o filme de Abrantes propõe uma reflexão antropológica. Com esta obra, o realizador cita Ludwig Wittgenstein ao argumentar que as grandes questões da vida que não podem ser discutidas sem humor, mesmo perante o contraste do estilo de vida da comunidade indígena e as idiossincrasias da inteligência artificial. Neste conflito narrativo, Os Humores Artificiais aborda questões históricas, políticas e sociais, discutindo ao mesmo tempo temas pós-coloniais, de género e identidade.

## Continuidade artística
Os Humores Artificiais viria a servir de título para a própria produtora de Gabriel Abrantes.
O personagem do robô-drone Andy Coughman voltaria a surgir em Coughman's Lament (2020), um programa de realidade virtual exibido na exposição do cineasta intitulada Melancolia Programada, no MAAT. Nesta obra, Coughman canta um solilóquio, lamentando o aprisionamento que sente por ser apenas um algoritmo, entre baladas de bossa nova. Este trabalho desenvolve as expansivas cenas paisagísticas já exploradas em Os Humores Artificiais e permite que os visitantes interajam com o robô.

## Distribuição

### Lançamento
A curta-metragem estreou a 7 de setembro de 2016 na 32ª Bienal de São Paulo (Brasil). Em Portugal, a sua primeira exibição pública foi a 12 de julho de 2017, no 25° Festival Internacional de Curtas-Metragens de Vila do Conde. Os Humores Artificiais viria a estrear em sala apenas três anos depois, a 29 de outubro de 2020, enquadrado na antologia Quatro Contos de Gabriel Abrantes, com as curtas-metragens Freud und Friends, A Brief History of Princess X e Les Extraordinaires Mésaventures de la Jeune Fille de Pierre.

### Festivais
A curta-metragem foi selecionada para inúmeros festivais e mostras de cinema, de entre os quais se destacam os seguintes:
- Bienal Internacional de Arte de São Paulo (Brasil, 7 de setembro de 2016);
- Festival Internacional de Cinema de Berlim (Alemanha, 16 de fevereiro de 2017);
- Aspen Film Shortfest (EUA, 2017);[24]
- Festival Internacional de Cinema Independente de Buenos Aires (Argentina, 2017);
- 25º Curtas Vila do Conde (Portugal, 12 de julho de 2017);
- Festival du Nouveau Cinéma de Montreal (Canadá, 2017);
- X Janela Internacional de Cinema do Recife (Brasil, 2017);
- 21º Queer Lisboa (Portugal, 2017);[25]
- Festival de Cinema de Londres (Reino Unido, 14 de outubro de 2017);
- Caminhos do Cinema Português (Portugal, 1 de dezembro de 2017);
- Uppsala Short Film Festival (Suécia, 2017);
- 25º Festival Mix Brasil de Cultura da Diversidade (Brasil, 2017);
- Festival Internacional de Cinema de Guadalajara (México, 2018);
- Festival Internacional de Curtas-Metragens de Kiev (Ucrânia, 2018);
- International Short Film Festival Oberhausen (Alemanha, 2018).[26]

### Exposições
Os Humores Artificiais integrou também várias exibições de arte, de entre as quais:
- Incerteza Viva: Uma exposição a partir da 32ª Bienal de São Paulo (Brasil, junho de 2017);[27]
- The Humors, Monash University Museum of Art (Austrália, outubro de 2017)[28]
- INELCOM Colección de Arte (Espanha, fevereiro de 2018);
- Melancolia Programada, Museu de Arte, Arquitetura e Tecnologia (Portugal, maio de 2020);[29]
- Gabriel Abrantes. Animations, Salzburger Kunstverein (Áustria, julho de 2021).[30]

## Receção

### Audiência
Em 2020, aquando o lançamento da curta-metragem nas salas de cinema com a antologia Quatro Contos de Gabriel Abrantes, a obra totalizou apenas 638 espetadores em Portugal.

### Crítica
Os Humores Artificiais foi geralmente bem recebido pela crítica especializada nacional e internacional. Paulo Portugal (Comunidade Cultura e Arte) descreve o filme como "uma pequena obra-prima". Doreen Matthei, escrevendo para a publicação alemã Testkammer, elogia o modo como o realizador "maravilhosamente captura esse forte contraste" entre os avanços científicos e a vida natural dos povos indígenas "e mostra que as raízes do desenvolvimento não precisam de estar apenas nos padrões modernos".

### Premiações
| Ano                                                | Premiação                                       | Categoria                                | Trabalho                                 | Resultado | Ref.          |
| -------------------------------------------------- | ----------------------------------------------- | ---------------------------------------- | ---------------------------------------- | --------- | ------------- |
| 2017                                               | Festival Internacional de Cinema de Berlim      | Melhor Curta-metragem Europeia           | Os Humores Artificiais, Gabriel Abrantes | Indicado  | [ 32 ] [ 15 ] |
| Curtas Vila do Conde                               | Melhor Realizador                               | Gabriel Abrantes                         | Venceu                                   |           |               |
| Festival International du Film de La Roche-sur-Yon | Melhor Filme                                    | Os Humores Artificiais, Gabriel Abrantes | Menção especial                          |           |               |
| Caminhos do Cinema Português                       | Melhor Curta-metragem                           | Os Humores Artificiais, Gabriel Abrantes | Venceu                                   |           |               |
| Verín International Short Film Festival            | Melhor Argumento                                | Gabriel Abrantes                         | Venceu                                   |           |               |
| 2018                                               | Córtex - Festival de Curtas Metragens de Sintra | Grande Prémio do Júri                    | Os Humores Artificiais, Gabriel Abrantes | Venceu    | [ 33 ]        |